# カドラーゴ
カドラーゴ（伊: Cadorago）は、イタリア共和国ロンバルディア州コモ県にある、人口約8,000人の基礎自治体（コムーネ）。

## 地理

### 位置・広がり
コモ県のコムーネ。県都コモから南南西へ10kmの距離にある。

#### 隣接コムーネ
隣接するコムーネは以下の通り。
- ブレニャーノ
- チェルメナーテ
- フィーノ・モルナスコ
- グアンツァーテ
- ロマッツォ
- ヴェルテマーテ・コン・ミノプリオ

### 地震分類
イタリアの地震リスク階級 (it) では、4 に分類される
。